# Warsonofiusz z Optiny
Warsonofiusz, imię świeckie Pawieł Iwanowicz Plichankow (ur. 23 czerwca?/5 lipca 1845 w Sakmarze, zm. 19 marca?/1 kwietnia 1913 w Kołomnie) – rosyjski mnich prawosławny, kanonizowany jako jeden z Soboru Świętych Starców Optyńskich.

## Życiorys
Jego ojciec pochodził z rodziny kozackiej, matka zmarła przy porodzie; wychowaniem chłopca zajęła się macocha, która wpoiła mu głęboko religijną postawę. W 1854 Pawieł Plichankow podjął naukę w gimnazjum w Połocku, zaś po jego ukończeniu wstąpił do kozackiej szkoły wojskowej w Orenburgu. Po uzyskaniu dyplomu tejże szkoły ukończył kurs oficerski w Petersburgu i od 1884 był naczelnikiem wydziału mobilizacyjnego przy sztabie kazańskiego okręgu wojskowego. W końcu lat 80. XIX w. awansował na stopień pułkownika. Był człowiekiem głęboko wierzącym, regularnie uczęszczał na nabożeństwa, w Kazaniu pozostawał w stałym kontakcie z jurodiwymi Eufrozyną i Anuszką. Ta druga według cerkiewnej tradycji miała przepowiedzieć jego przyszłe życie mnisze. Znał również profesora Kazańskiej Akademii Duchownej archimandrytę Antoniego (Wadkowskiego). W 1889 pielgrzymował do Pustelni Optyńskiej na spotkanie ze starcem Ambrożym, który polecił mu za dwa lata wrócić do pustelni i zamieszkać w niej na stałe. W 1891 Pawieł Plichankow udał się do Ławry Troicko-Siergijewskiej, do podległego jej Skitu Czernihowskiego, spotkał się ze starcem Barnabą, a następnie wstąpił do Pustelni Optyńskiej.
W poczet mieszkańców działającego przy Pustelni skitu św. Jana Chrzciciela w grudniu 1891 przyjął go starzec Anatol; w lutym 1892 Pawieł Plichankow został oficjalnie posłusznikiem. Pod opieką starca Anatola zajmował się pisaniem żywotów świętych, opisów cudotwórczych ikon, artykułów o życiu mniszym, Modlitwie Jezusowej, jak również tworzeniem wierszy o tematyce religijnej. 26 marca 1893 złożył śluby mnisze w riasofor. Rok później zmarł jego dotychczasowy opiekun duchowy, którego zastąpił starzec Józef. Pod jego opieką przyszły starzec zajmował się prowadzeniem monasterskiej korespondencji, jak również gromadził materiały o życiu zmarłych starców Makarego, Ambrożego i Anatola; jego notatki były znaczącym źródłem dla powstałych później ich żywotów.
W grudniu 1900, będąc poważnie chorym, riasoforny mnich Paweł został dopuszczony do złożenia ślubów wieczystych i przyjął imię zakonne Warsonofiusz na cześć św. Warsonofiusza Wielkiego. 29 grudnia tego samego roku został wyświęcony na hierodiakona, zaś 1 stycznia 1903 – na hieromnicha. W tym samym roku powierzono mu obowiązki pomocnika przełożonego skitu oraz spowiednika pielgrzymów przybywających do skitu św. Jana Chrzciciela, żyjących w nim mnichów oraz mniszek monasteru w Szamordinie.
W 1904 został kapelanem armii rosyjskiej na froncie wojny rosyjsko-japońskiej. Za swoje zaangażowanie otrzymał w 1904 krzyż napierśny. Do skitu św. Jana Chrzciciela wrócił 1 listopada 1905. W roku następnym został p.o. przełożonego skitu, zaś w 1907 otrzymał godność ihumena, po czym został przełożonym monasteru, a tym samym kolejnym, po Józefie, z duchowej dynastii starców optyńskich. Podobnie jak poprzedni starcy optyńscy, cieszył się ogromnym autorytetem i popularnością wśród wiernych, również wśród rosyjskiej inteligencji. Przypisywano mu dar odgadywania grzechów penitentów jeszcze przed spowiedzią oraz uzdrawiania siłą modlitwy. W 1910 Warsonofiusz udał się na stację kolejową Astapowo, gdzie miał nadzieję odbyć rozmowę z umierającym Lwem Tołstojem, nie został jednak dopuszczony do pisarza.
W lipcu tego samego roku starzec ciężko zachorował. Obawiając się śmierci, złożył śluby mnisze wielkiej schimy (nie zmieniając imienia) na ręce grupy mnichów ze skitu, w której był jeden z późniejszych starców optyńskich, Nektariusz. Ostatecznie jednak Warsonofiusz wyzdrowiał. W tym samym roku w Pustelni Optyńskiej doszło do wewnętrznego konfliktu. Warsonofiusz wstawił się za niesłusznie oskarżonym przełożonym monasteru, archimandrytą Ksenofontem. Sam również został oskarżony o złamanie ślubów mniszych. Sprawę w imieniu Świątobliwego Synodu Rządzącego badał biskup kiszyniowski i chocimski Serafin. Orzekł on, że Warsonofiusz nie popełnił żadnych zabronionych czynów, jednak w celu zapewnienia spokoju w Pustelni Optyńskiej doprowadził do przeniesienia go do Starogołutwińskiego Monasteru Objawienia Pańskiego i nadania godności archimandryty, którą Warsonofiusz otrzymał z rąk biskupa dmitrowskiego Tryfona 5 kwietnia 1912 w monasterze Objawienia Pańskiego w Moskwie. Nowy przełożony znacząco poprawił sytuację monasteru, odremontował w nim cerkwie, budynki mieszkalne i dom pielgrzyma, podniósł poziom życia duchowego, czyniąc z klasztoru jeden z najważniejszych prawosławnych ośrodków pielgrzymkowych w regionie moskiewskim. Nadal spotykał się z mnichami z Pustelni Optyńskiej i z mniszkami z klasztoru w Szamordinie, prowadził obszerną korespondencję.
W lutym 1913 duchowny przeziębił się, po czym zapadł na ciężką chorobę żołądka. Mimo to w końcu miesiąca wziął udział w uroczystościach 300 lat panowania Romanowów. W ostatnich tygodniach życia odmówił przyjmowania lekarzy, przyjmował codziennie Eucharystię. Zmarł w kwietniu 1913 i został pochowany na cmentarzu monasterskim po nabożeństwie żałobnym, któremu przewodniczył biskup dmitrowski Tryfon.

## Kult
Warsonofiusz został kanonizowany razem z pozostałymi starcami z Pustelni Optyńskiej w 1996. Jego kult miał początkowo zasięg lokalny. Dwa lata po kanonizacji relikwie mnichów zostały ekshumowane i wystawione dla kultu w cerkwi Włodzimierskiej Ikony Matki Bożej w Pustelni Optyńskiej. W 2000 kult starców został rozszerzony na cały Rosyjski Kościół Prawosławny.